# Элемент площади

Элемент площади

Элеме́нт пло́щади (англ. area element) — понятие математического анализа и дифференциальной геометрии, которое в декартовой системе координат для части плоскости выражается следующей формулой:
{\displaystyle ds=dxdy}.
Синонимы: элемент площади поверхности, дифференциальный элемент поверхности.
Иногда элемент площади как части плоскости имеет другое обозначение:
{\displaystyle d\sigma =dxdy}.
Вычислим элемент площади. Рассмотрим плоскую область {\displaystyle D}, разделённую сетью прямых, параллельных осям декартовым координат, на частичные прямоугольники длиной {\displaystyle dx} и шириной {\displaystyle dy} (см. рисунок справа вверху с элементом площади {\displaystyle ds}). Для так разбитой плоской области {\displaystyle D} двойной интеграл по ней
{\displaystyle \iint \limits _{D}f(x,y)\,ds}
можно обозначить следующим образом:
{\displaystyle \iint \limits _{D}f(x,y)\,dxdy}.
Элемент площади — выражение {\displaystyle ds}, элемент площади в прямоугольных декартовых координатах — выражение {\displaystyle dxdy}.
Обозначения {\displaystyle dx}, {\displaystyle dy} и {\displaystyle ds}, сделанные по образцу соответственно приращений координат и приращения длины кривой при определении элемента длины, здесь не являются приращениями координат и площади плоской области. В частности, здесь величины {\displaystyle dx}, {\displaystyle dy} и {\displaystyle ds} всегда положительны, тогда как в случае длины кривой приращения могут быть и отрицательными, если направление приращения противоположно направлению кривой.